# Idéburen skola
Idéburen skola var en ideell förening som fungerade som lobbyorganisation för svenska idéburna friskolor i början av 2010-talet. Ordförande var Patrik Waldenström, vd för stiftelsen Vackstanäsgymnasiet. Bland annat kritiserade föreningen delar av friskoleutredningens direktiv 2011.
Föreningen blev sedan embryot till Idéburna skolors riksförbund som bildades den 12 april 2013. I samband med att förbundet bildades avvecklades den ideella föreningen.